# Mörschwang
Mörschwang  ist eine Gemeinde in Oberösterreich im Bezirk Ried im Innkreis  im Innviertel mit 334 Einwohnern (Stand 1. Jänner 2024). Die Gemeinde liegt im Gerichtsbezirk Ried im Innkreis.

## Geografie
Die Gemeinde Mörschwang liegt zwischen 300 und 400 Meter Seehöhe. Die Ausdehnung beträgt von Nord nach Süd 6,4 km, von West nach Ost 6,2 km. Die Form ist ein langgestrecktes Rechteck mit zehn Kilometer Länge und einem Kilometer Breite. Die nordwestliche Schmalseite wird vom Inn begrenzt. Die Gesamtfläche beträgt elf Quadratkilometer, davon ist ein Fünftel bewaldet, beinahe zwei Drittel der Fläche werden landwirtschaftlich genutzt.

### Gemeindegliederung
Das Gemeindegebiet umfasst folgende Ortschaften (in Klammern Einwohnerzahl Stand 1. Jänner 2024):
- Forsthub (29) samt Hörndl
- Greifing (13)
- Großmurham (17)
- Moosböck (12)
- Mörschwang (135)
- Möslwimm (15)
- Mühlberg (85)
- Rottenberg (7)
- Schalchham (21)

### Nachbargemeinden
| Obernberg am Inn | Bad Füssing (Bayern, D)                     | Reichersberg           |
| St. Georgen      | Kompassrose, die auf Nachbargemeinden zeigt | St. Martin im Innkreis |
| Weilbach         | Senftenbach                                 |                        |

## Geschichte
Die erste urkundliche Erwähnung von Möschwang stammt aus der ersten Hälfte des 12. Jahrhunderts. In einer Schenkungsurkunde überträgt Graf Ekkebert II. den Chorherren drei Unfreie. Als vierter Zeuge wird Einwicus de Merginswanch genannt.
In der Pfarrkirche Mörschwang befindet sich eine um 1340 datierte Grabplatte mit der Inschrift hie leit ninel fraw Johanna hartneitz des losenstainar tochter und h. lienharts von morspach einchel (Hier liegt begraben Frau Johanna, Hartneid des Losensteiners Tochter und Herrn Lienharts von Marspach Enkel). Dies zeigt, dass das Geschlecht der Losensteiner damals Besitzungen in Mörschwang hatte.
Die Pfarrkirche von Mörschwang wurde 1523 erbaut. Davor stand an dieser Stelle die Schlosskapelle der Edlen von Merginswanch.
Seit Gründung des Herzogtums Baiern war der Ort bis 1779 bayrisch und kam nach dem Frieden von Teschen mit dem Innviertel (damals „Innbaiern“) zu Österreich. Während der Napoleonischen Kriege wieder kurz bayrisch, gehört er seit 1814 endgültig zu Oberösterreich.
Nach dem Anschluss Österreichs an das Deutsche Reich am 13. März 1938 gehörte der Ort zum Gau Oberdonau. Nach 1945 erfolgte die Wiederherstellung Oberösterreichs.

### Einwohnerentwicklung
1991 hatte die Gemeinde laut Volkszählung 314 Einwohner, 2001 dann 294 Einwohner. Der Rückgang der Bevölkerungszahl erfolgte wegen der Abwanderung. Von 2001 bis 2011 waren sowohl die Geburtenbilanz als auch die Wanderungsbilanz positiv, sodass die Gemeinde auf 309 Personen wuchs.

## Kultur und Sehenswürdigkeiten

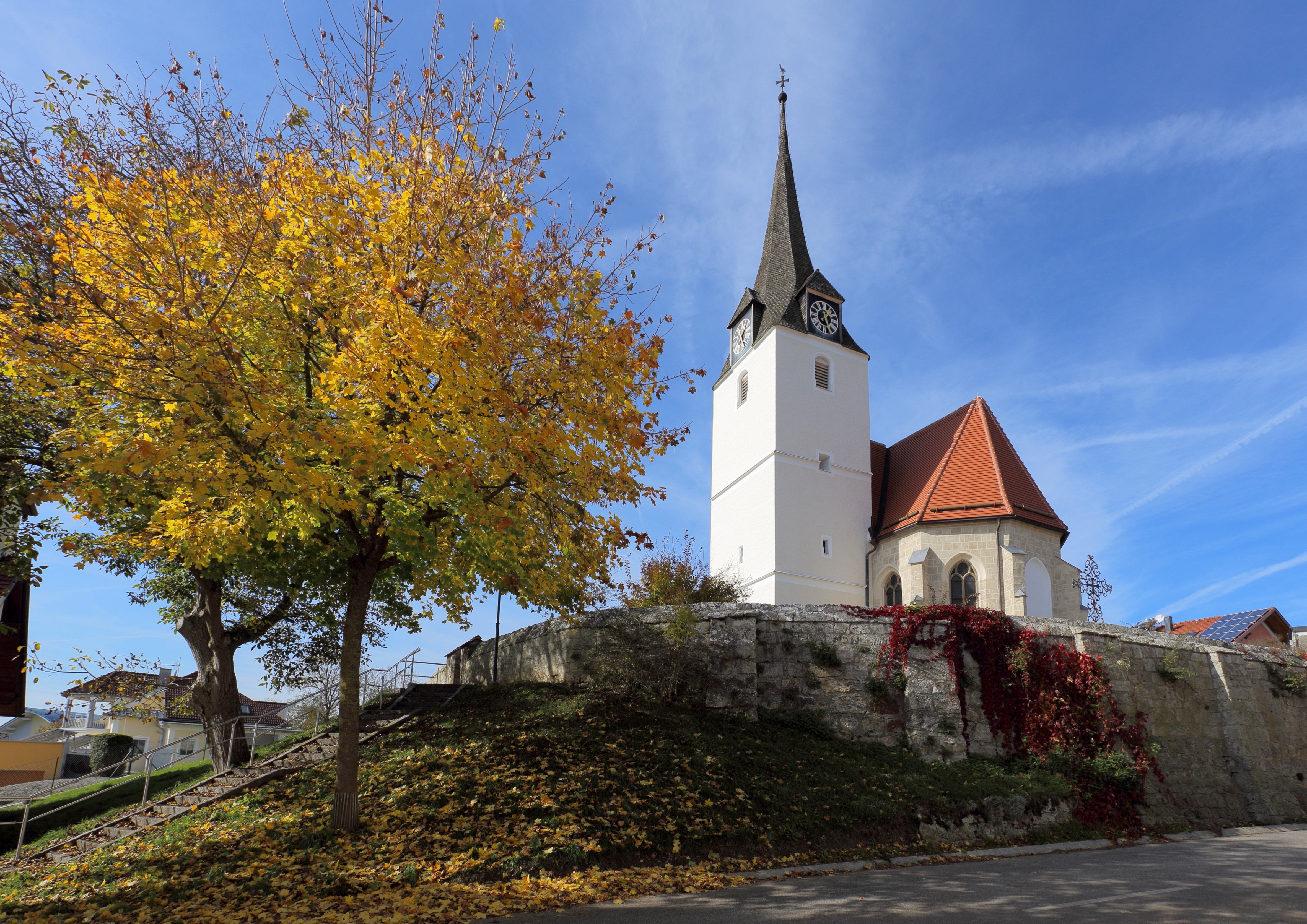
Pfarrkirche Mörschwang

- Katholische Pfarrkirche Mörschwang hl. Margarethe: Der gotische Sakralbau, 1523 geweiht, ist von einem Friedhof umgeben. Die Kirche hat ein einschiffiges, dreijochiges Langhaus und einen gleich breiten einjochigen Chor. Der mächtige Turm wurde im südlichen Chorwinkel errichtet. Der Hochaltar ist mit 1702 datiert und die Seitenaltäre wurden um 1670 wahrscheinlich von Thomas Schwanthaler geschaffen.[8]

## Wirtschaft und Infrastruktur
Mörschwang ist eine landwirtschaftlich geprägte Gemeinde. Im Jahr 2010 gab es 27 landwirtschaftliche Betriebe, davon wurden 16 im Haupt-, acht im Nebenerwerb und drei von Personengesellschaften geführt. Dieser primäre Wirtschaftssektor bot 30 Menschen Arbeit. Im Produktionssektor waren 23 Menschen beschäftigt, im Dienstleistungssektor 26.
Von den 161 Erwerbstätigen, die im Jahr 2011 in Mörschwang lebten, arbeitete ein Drittel in der Gemeinde, zwei Drittel pendelten aus.

## Politik
Der Gemeinderat hat 9 Mitglieder.

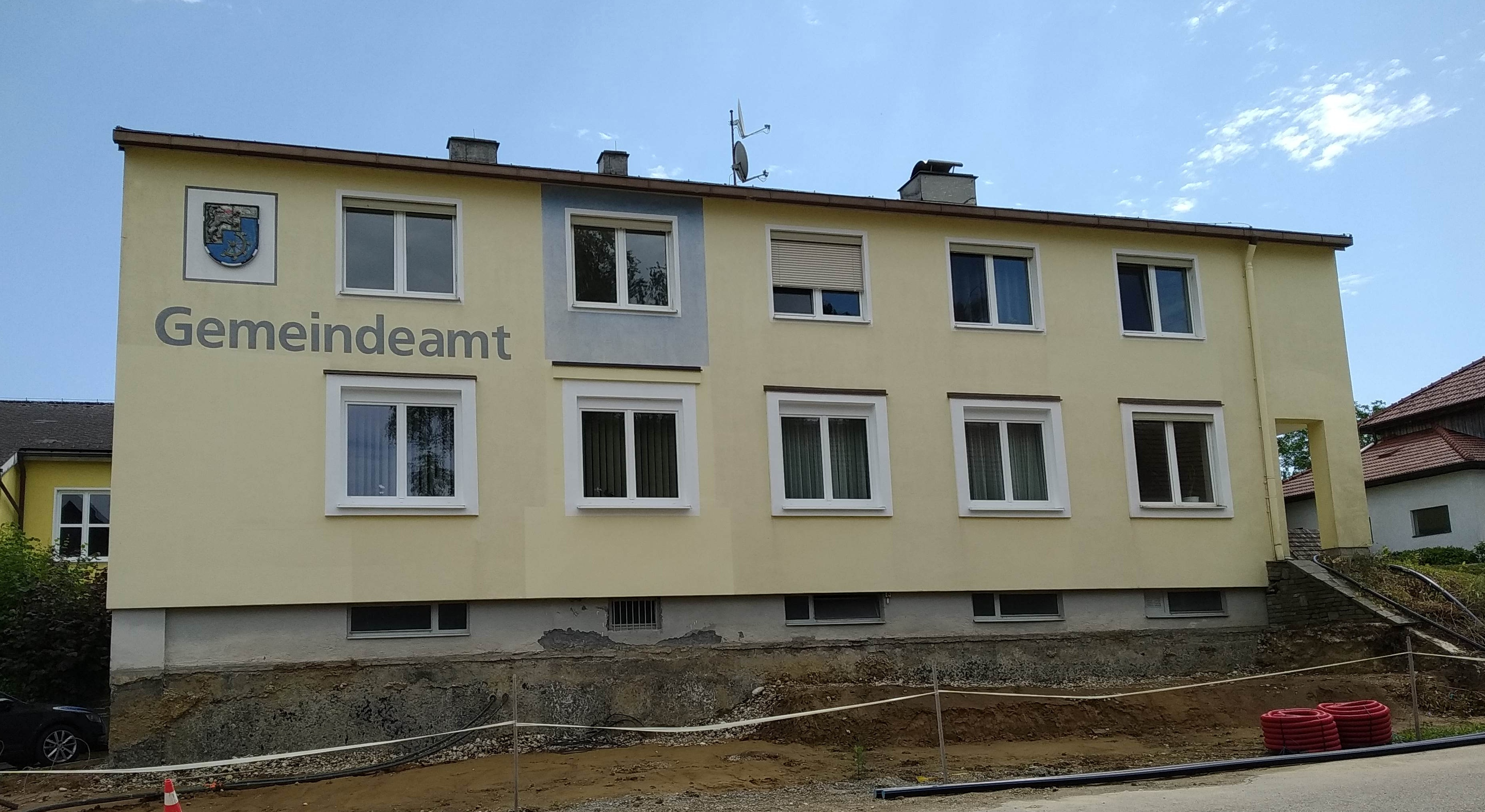
Gemeindeamt

- Mit den Gemeinderats- und Bürgermeisterwahlen in Oberösterreich 1997 hatte der Gemeinderat folgende Verteilung: 8 ÖVP und 1 FPÖ.
- Mit den Gemeinderats- und Bürgermeisterwahlen in Oberösterreich 2003 hatte der Gemeinderat folgende Verteilung: 9 ÖVP.
- Mit den Gemeinderats- und Bürgermeisterwahlen in Oberösterreich 2009 hatte der Gemeinderat folgende Verteilung: 9 ÖVP.
- Mit den Gemeinderats- und Bürgermeisterwahlen in Oberösterreich 2015 hatte der Gemeinderat folgende Verteilung: 8 ÖVP und 1 GRÜNE.
- Mit den Gemeinderats- und Bürgermeisterwahlen in Oberösterreich 2021 hat der Gemeinderat folgende Verteilung: 8 ÖVP und 1 GRÜNE.[12][13]

### Bürgermeister
Bürgermeister seit 1855 waren:
- 1850–1855 Mathias Wiesbauer
- 1855–1861 Andreas Daninger
- 1861–1867 Johann Schachinger
- 1867–1870 Andreas Schneebauer
- 1870–1875 Martin Lenzbauer
- 1875–1876 Mathias Schwarmaier
- 1876–1879 Johann Gurtner
- 1879–1885 Martin Zahra
- 1885–1894 Felix Weibold
- 1894–1897 Kaspar Gurtner
- 1897–1900 Martin Lenzbauer
- 1900–1903 Andreas Schneebauer
- 1903–1906 Leopold Danninger
- 1906–1909 Ludwig Schachinger
- 1909–1912 Karl Schachinger
- 1912–1919 Markus Zahrer
- 1919–1929 Johann Schachinger
- 1929–1938 Laurenz Stranzinger
- 1938–1943 Alois Seidl
- 1943–1944 Karl Wiesbauer
- 1944–1945 Alois Bangerl
- 1945–1951 Karl Dobler
- 1951–1973 Johann Schachinger
- 1973–1979 Karl Schachinger
- 1979–1981 Konrad Schachinger
- 1981–1991 Rudolf Huber
- 1991–2003 Johann Schachinger
- 2003–2015 Bernhard Schachinger (ÖVP)
- seit 2015 Josef Högl (ÖVP)[14]

### Wappen
Offizielle Beschreibung des Gemeindewappens: Stufenförmig schräglinks geteilt; oben in Gold ein schwarzer, linksgewendeter, aufgerichteter, rot bewehrter und gehörnter, feuersprühender Panther; unten in Blau die Hälfte eines goldenen, zerbrochenen, mit der Bruchseite nach der Teilung gestellten Rades, das in der Verlängerung der Speichen außen mit goldenen Messern besteckt ist. Die Gemeindefarben sind  Blau-Gelb-Schwarz.